# 방정환
방정환(方定煥, 1899년 11월 9일~1931년 7월 23일)은 일제강점기의 독립운동가, 아동문화운동가, 어린이 운동 문화 교육인, 사회운동가이고, 『어린이날』의 창시자이기도 하다.
대한제국 한성부 서부구역 적선방 아주현계 출신으로, 본관은 온양(溫陽), 호는 소파(小波)이다. 일본 아동 문학가인 이와야 사자나미(巌谷小波)를 존경해서 그의 이름에서 따왔다는 설도 있으나, 수운 최제우의 저서인 《동경대전》의 "용담수류사해원 구악춘회일세화(용담의 물이 흘러 온 세상 바다를 이루는 근원이 되고 구미산에 봄이 다시 돌아오니 온 세상이 꽃이구나)"라는 절구에서 가져온 것으로 용담의 작은 물결이 되어 온 세상에 퍼지고 이 땅 위에 지상천국인 봄동산을 이룩하자는 천도교 사상을 담은 것으로 천도교 신자 소춘(小春) 김기전과 함께 ‘소춘’ ‘소파’라는 호를 지었다는 설도 있다.
이외에도 잔물, 잔물결, 물망초, 몽견초, 몽중인, 삼산인, 북극성, 쌍S, 목성, 은파리, CWP, 길동무, 운정(雲庭), 파영(波影), 깔깔박사, SP생이라는 이름을 필명으로 사용하였다. 이는 일본의 언론 검열을 피하기 위한 것이었고, 소수의 필자들이 잡지의 지면을 채워야 했기 때문이다. 1931년 7월 23일(목요일), 오랜 질병과 과로로 인한 신장염으로 사망했다.

## 일생

### 성장기
방정환은 온양 방씨 판서공파(判書公派)의 후손이며, 순조 때 구례현감(求禮縣監)을 지내고 병조참판에 추증된 방우정(方禹鼎) 장군의 동생인 방우준(方禹準)의 5대손이다. 1899년 한성부 서부 적선방(積善坊) 야주현계(夜珠峴契)(지금의 서울 종로구 당주동과 신문로1가 경계)에서 어물전과 미곡상을 경영하던 방한룡(方漢龍,1857 ~ ?)의 아들인 방경수(아명 방경주,1879 ~ 1917 후)와 손성녀(1873 ~ 1913)의 장남으로 출생하였으며, 친할아버지 방한룡에게 한문을 배웠다. 
야주개의 큰 상인 집안에서 아들로 태어나 개구쟁이 어린 시절을 보냈으며, 4대가 함께 사는 부유한 대가족으로 어른들의 사랑을 받으며 자랐다. 어린 시절 병약한 어머니에게 자랐고, 집안이 망한 후 일찍 출가한 누이에 대한 강한 애착이 있었다. 일곱 살 때인 1905년 3촌을 따라갔다가 우연히 만난 김중환(金重煥) 교장의 설득으로 보성소학교 유치반에 입학하였다. 그런데 보성소학교에서는 입학생은 댕기를 자르고 머리를 깎아야 하였는데, 이를 본 친할아버지 방한룡은 전통을 단절해야 할 구습으로 보는 진보 지식인들의 급진성에 대한 거부감으로 매우 화를 내었다. 하지만 공부를 하고 싶어하는 손주의 뜻을 존중하여 학교에 다니는 것을 묵인하였다. 그러다가 1907년, 방정환의 집안은 작은할아버지(1857 후 ~ 1907 후)의 사업 실패로 식량을 꾸러 갈 정도로 한순간에 가난해졌다. 1908년에는 ‘소년입지회’를 조직하여 동화구연, 토론회, 연설회 등의 활동도 하였다.

### 문학 등단
1913년 서울미동초등학교를 졸업한 방정환은 아버지의 뜻에 따라 선린상업고등학교에 입학하였으나 적성이 맞지 않아 상업학교 공부보다는 신문화 흡수를 위한 독서에 주력하였다. 이 시기를 전후로 최남선이 일본 유학을 마치고 올 때에 가지고 온 인쇄 자모(필름 인쇄 이전에는 자음과 모음 글자판으로 인쇄했고, 지금도 쓰이고 있다.)와 인쇄 노동자 2명과 함께 서울에서 운영한 출판사에서 발간한 어린이 잡지인 《소년》, 《붉은 저고리》를 탐독했다고 한다. 
1917년 최남선이 펴내던 잡지 《청춘》에 보낸 글이 현상문예 선외가작에 뽑힘으로써 등단하였다.(한국방송통신대학교 출판부에서 3학년 2학기 국어국문학과 교과서로서 펴낸 《한국근현대문학사》에서도 1917년을 방정환의 등단 시기로 보고 있다.) 그러던 중 졸업을 1년 앞두고, 당시 담임교사와 부친의 만류에도 불구하고, 적성에 맞지 않는 선린상업고등학교를 중퇴하고, 모처(향리 인근 도처)의 심부름꾼 노릇을 하며 독학의 뜻을 품었다고 한다. 서울대학교 국어교육학과 이재승 교수와 초등학교 교사인 김대조 교사가 같이 쓴 교과서 위인전기 방정환(시공주니어)에 의하면, 훗날 소파가 "선린상업학교를 계속 다녔다면 조선은행 서기가 되었을 것"이라고 기억할 정도로 그의 인생을 바꾼 결정이다. 지금에 비유하면, 특성화고등학교에서 성적이 좋은 학생이, 직업 교육이 위주인 공부가 적성에 맞지 않아 한국은행 고졸 사무직 입사추천을 약속한 교사의 만류에도 그만두고, 문학공부에 몰두했다는 뜻이다.

### 천도교와의 만남
1915년 생활비 조달을 위해 조선총독부 토지 조사국에서 취직하여 서류 필사 업무를 하였는데(일급으로 임금을 셈하여, 한 달에 한 번 임금을 수령함), 이때 함께 일했던 유광렬과 뜻이 맞아 이후 경성청년구락부를 조직해 활동한다. 1917년 아버지와 의형제를 맺었던 천도교인 권병덕의 천거로 천도교 3대 교주인 의암 손병희의 셋째 딸인 손용화 여사와 중매 결혼하였다. 그 뒤 손병희가 교주로 있던 천도교에서 인수한 보성전문학교 법학과에 입학하고(의암 손병희 선생은 동덕여학교와 보성전문학교를 후원하여 민족교육에 많은 열심을 보였다.), 천도교청년회의 핵심 활동가로 부각되면서 삶의 새로운 전환을 맞게 된다. 그 무렵 청년 단체인 경성청년구락부(여기서 구락부는 Club의 일본식 음역이다.)를 조직하여 활동하면서 문예지 신청년(1919~1920)을 편집 발행하는 데에 관여했으며(당시 조선 문학계에서 존경을 받던 만해 한용운 시인이 신청년에 글을 실어서 연대를 함), 청년운동가이자 선린상업학교 학생 때부터 마음에 두고 있던 문학가로서 열성을 보였다.

### 권병덕 선생과의 만남
소파 방정환이 천도교에서 소년운동 활동가로 일할 때에 권병덕 선생은 성실함과 똑똑함을 눈여겨보고, 손병희 선생이 셋째 따님인 손용화 여사의 사위를 고를 때에 손병희 선생에게 방정환 청년을 권했다고 한다. 손용화 여사에 따르면, 중매가 들어오자 천도교 신자와 결혼을 하도록 해야겠다고 생각한 손병희 선생에게 권병덕 선생이 추천한 인물이 곧 소개한 인물이 소파 방정환 선생이었다. 손병희 선생은 소파의 마른 체형을 보고 마음에 들어하지 않았지만, "사람은 똑똑하나 어릴 적에 너무 굶주려서 마른 것이니 잘 먹으면 괜찮을 것입니다."라고 설득하고, 부지런함, 앞으로 무엇을 하겠다는 생각, 지도력 등의 장점들을 말하여 손병희 선생이 소파를 사위로 들였다고 한다.
권병덕 선생을 천도교 활동가로 영입할 정도로 깊이 신임한 손병희 선생인 터라 권병덕 선생의 말씀을 듣고 사위로 소파를 정한 것이었다. 당시는 방정환 19세, 손용화 17세였고, 1917년 음력 4월 초파일(의암 선생의 생신)이었다.
소파 방정환을 의암의 사위로 추천한 일은 소파의 인생에 긍정적인 영향을 준 일이다. 몰락한 상인의 집안이라 빈곤에 허덕이던 소파가 장인장모의 배려를 받아 유광렬이 "나와 토지조사국에 다닐 때에는 바싹 말랐더니, 몸에 살이 찌고 비대해졌으며"라고 기억할 정도로 건강해졌고, 보성전문학교 곧 고려대학교에서 공부를 해나갔기 때문이다. 처가의 배려로 삶이 안정되자, 소파는 청춘 잡지에 단편소설과 수필(소파 방정환 수필 선집(지식을 만드는 지식 펴냄)을 참고하라.)을 투고하는 등 작가로 활동했으므로, 소파가 아동문학가로 자라는 흙을 권병덕 선생이 만들어주신 셈이다.

### 독립신문 발행
1919년 3월 1일 기미독립운동이 일어나자 보성학교 교장 윤익선(尹益善)이 천도교 보성사에서 인쇄한 조선독립신문을 내다 체포되자 직접 등사기로 찍은 조선독립신문 2호를 찍어 중학생들의 도움으로 돌리다 일본 경찰에 체포되었으나, 일경이 들이닥치기 전에 등사기를 우물에 버린 덕에, 일주일 만에 증거불충분으로 풀려나왔다. 하지만 같이 독립신문 발행에 동참한 청년구락부 동료들은 일경의 고문으로 옥사하였으며 방정환도 고문을 당하였다.

### 일본 유학
1920년 9월 중순, 개벽사 도쿄부 특파원이자 천도교청년회 도쿄 지회장의 임무를 띠고 일본으로 건너가 활동했고 1921년 4월 도요 대학에 신설된 문화학과에 보통청강생으로 정식 입학하여 철학과 신문화, 아동 문학, 아동 심리학 등을 공부하였다. 방정환이 쓴 수필 ｢미행당하던 이야기｣를 보면 당시 일본 경찰은 독립 운동 경력이 있는 유학생 방정환에게 형사를 보내 감시하였는데, 상술한, 이대승 교수가 쓴 소파 방정환 전기(시공주니어)에 의하면, 일본 경찰 형사들도 지시를 받고 일하는 처지인 터라 이들에게 존중하여 대해서 형사들도 소파를 존중했다고 한다. 
1920년~1923년 사이 유학 기간에 천도교에서 문화사업을 위해 펴내고, 사회주의자들인 김기진, 박영희가 발행한 잡지인 《개벽》에 수필, 번역동화, 민족적·계급적 색채가 강한 풍자기 등을 발표하였다. 1920년 《개벽》 3호에 번역 동시 ‘어린이 노래: 불 켜는 이’를 발표하였는데 이 글에서 '어린이'라는 말을 사용하였으며(중세국어시기에는 훈민정음 혜례본에서 어린 백성이라는 말이 나옴에서 알 수 있듯이 어리다는 어리석다를 뜻했지만, 근대국어시기부터 젊다는 저므다, 나이가 어리다는 어리다라고 했다. 소파 방정환은 근대국어 이후에 어린 사람을 뜻하는(어린+-이) 어린이를 어린이들을 고유의 개성과 인격을 가진 사람으로서 존중하는 뜻으로 사용한 것이다.), 사회주의자가 쓴 글을 소개하기도 하였다. 중국 유학 기간인 1921년에 외국 동화를 번역하여 1922년 7월 개벽사에서 번역동화집 《사랑의 선물》을 출판하였다.《사랑의 선물》은 방정환이 살아있을 때 출판한 유일한 단행본이며., 다음과 같은 번안 동화 10편이 실렸다.
# <사랑의 선물> 수록작
1. 난파선(이탈리아 동화)
2. 산드룡의 유리구두(프랑스)
3. 왕자와 제비(영국 동화, 오스카 와일드가 쓴 행복한 왕자를 번안, 각색함)
4. 요술왕 아아(시리아 동화)
5. 한네레의 죽음(독일동화)
6. 어린 음악가(프랑스 동화)
7. 잠자는 왕녀(프랑스 동화)
8. 천당 가는 길(독일 동화)
9. 마음의 꽃(중국동화)
10. 꽃속의 작은 이(덴마크 동화)

방정환이 《사랑의 선물》을 만든 이유는 당시 조선의 어린이들이 누릴 만한 문화가 없었기 때문이었다. 일본에서는 이미 메이지 유신의 영향으로 인하여 제법 어린이 문학이 발전하여 어린이책들이 서점에 깔렸는데, 조선의 어린이들은 그러한 혜택을 받지 못하고 있었던 것이다. 그리하여 난파선, 산드룡의 유리구두 등 외국의 동화들을 번안하되 일부 내용은 각색하여 조선 어린이들이 읽기 좋도록 한 동화집을 펴내었다. 편집부, 소파 방정환 동화집, 에세이 출판사(2014년)에서는 사랑의 선물에 수록된 10편의 동화와 전래동화를 각색한 창작동화를 1922년 펴낸 처음 책의 문체를 존중하되, 현대 어린이들이 읽기 좋도록 복간했다.

### 어린이 운동
어린이들을 위해 1922년 5월 1일에 어린이날 행사를 주최하였다. 소파가 노동절인 5월 1일에 어린이날 행사를 색동회 회원들과 개최한 이유는 당시 어린이들이 억압받고, 이기영 선생이 쓴 농민소설 고향(1935년)에서 농민이 마을 제사공장에서 일하다가 그만 둔 이유가 청소년들이 노동을 하는 것을 보았기 때문인 것에서 알 수 있듯이 자본주의의 오랜 악습인 아동노동을 하고 있어 이들을 억압과 착취로부터 해방하고자 함이다. 
실제 당시 어린이 인권선언을 보면 어린이에게 낮춤말을 쓰지 말고 높임말을 쓸 것, 목욕 등의 위생을 위할 것, 어린이가 잘못을 했더라도 알아듣기 쉽게 차근차근 설명할 것, 잡지를 읽도록 해서 건강한 정서를 갖도록 할 것, 원족을 자주 하도록 할 것(소풍으로써 어린이들이 건강한 몸과 정신을 가지도록 함)을 말하고 있다. 실제 방정환 선생이 조직하여 활동한 소년구락부 활동도 1주일에 한 번은 문화재를 보기, 연극 방곡령 공연(1918년) 및 관람, 밤 줍기 행사, 서로 높임말을 쓰기 등의 활동과 규칙이 있었다. 어린이 문학역사를 공부하거나 하려는 이들이라면 어린이 문학의 고갱이가 어린이 인권, 어린이들이 건강한 정서를 가지고 살도록 하려는 인권운동이므로 참고할 만한 중요한 역사이다.

#### 어린이 잡지 창간
1921년 서울에서 어린이의 윤리적, 경제적, 민족적 독립(해방)을 주장하며 "천도교 소년회"를 만들었다. 한편 방정환은 전국 순회강연을 통해 뛰어난 이야기꾼으로 활약했는데, 강연 내용은 어린이들을 위해 그들의 인격을 존중하자는 것이었고, 민족의 미래, 희망을 살리기 위해서는 어린이를 잘 키워야 한다는 것이었다. 1923년에는 어린이 잡지(어린이 이전에도 붉은 저고리, 아이들보이를 최남선이 펴냈기 때문에 최초의 순수 어린이잡지는 아님)인 월간 어린이 (1923년 3월 20일 창간, 1934년 3월 통권 122호를 마지막으로 발간 중지)를 창간하였다.
하지만 처음에는 엽서에 이름과 주소를 적어서 보내 주면 돈을 받지 않고 보내 준다고 선전해도 불과 18명이 신청할 만큼 큰 인기를 끌지 못했다. 하지만 방정환은 어린이의 내용에 학부모님들과 독자인 어린이들이 공감을 하도록, 동화, 독자 응모 등을 실었고, 그의 창발성은 학부모와 어린이들의 공감을 받아 널리 읽혔다. 실제 윤동주 시인도 어린 시절에 《어린이》를 읽었다고 한다. 《어린이》는 색동회의 동인이었던 마해송, 고한승, 정순철, 윤극영뿐 아니라 독자였던 이원수, 윤석중 시인, 윤복진, 최순애 등이 작품을 투고하면서 이후 아동문학가로 이름을 알리는 기회가 되어, 한국 아동문학계의 발전에 공헌하였다. 실제 윤석중 시인은 글자수가 일정한 박자를 이루도록 하는 자수율로써 어린이들이 재미있게 읽을 수 있는 동시를 지었고, 정순철 작곡가가 곡을 붙여 동요 '새나라의 어린이는', '졸업식 노래', '짝짜꿍' 등을 지었다.

### 색동회
1923년 5월 1일에는 일본 도쿄에서 어린이 문제를 연구하는 단체인 색동회를 창설하였는데, 색동회라는 이름은 후에 동요작가로 활약하게 되는 윤극영 선생이 예쁜 색동저고리를 떠올리며 제안한 이름이다. 1927년 어린이 단체를 통합한 ‘조선소년연합회’ 위원장을 역임하며 〈형제별〉등의 동요, 동화, 《칠칠단의 비밀》 등의 소년 소설, 동극 등의 창작과 외국 동화 번역에 힘썼으며,1928년에는 세계어린이들의 작품을 전시한 세계아동예술전람회를 열기도 하였다. 당시 그가 기획한 전시회는 지방에서 수학여행을 올 만큼 큰 인기를 끌었다고 한다.

### 인간 관계
잡지와 신문 등에 기고 활동을 하면서 소설가 염상섭, 소설가 현진건, 시인 이상화, 소설가 심훈, 문학평론가 백기만 등과 문우(文友) 관계를 맺기도 하였다. 그 외에도 김성수, 허경호, 이범석 등의 민족주의자(이 중 김성수는 나중에 친일파로 변절함)뿐 아니라 박헌영, 정지용 시인, 삼천리 잡지를 창간하기도 한 김동환(金東煥), 김영랑(金永郞) 시인, 강영석(姜永錫), 전영택(田榮澤) 감리교 목사, 김동인(金東仁) 소설가, 주요한(朱耀翰) 소설가, 홍사용(洪思容)극작가와 박태원(朴泰遠) 소설가 등 당시의 사회주의자나 부르주아 관련 계급주의 문인들, 특정 제도권 계파 문인들, 문단과 언론계, 교육계의 인사들과도 폭넓게 교류하며 다양한 인맥을 쌓았다. 
민윤식이 쓴 《어린이 인권운동가 방정환》(스타북스,2021년 개정출판)에 의하면, 소파 방정환은 어린이 독자투고, 동화구연 등으로써 아동문학가들을 찾아서 편집부원으로서 활동하도록 했다. 소파는 사회주의 계열 희곡작가인 송영, 아동문학가인 이원수 등을 발굴하였고, 사회주의 문인인 팔봉 김기진이 《개벽》에서 편집자로 일하도록 하기도 했다.

### 요절

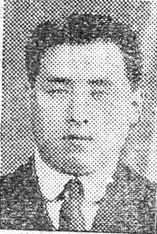
방정환, 동아일보 1931년 7월 25일자

1931년 7월 23일(목요일) 잡지의 발행·편집, 동화 구연과 소년문제 강연회 및 집필 중 일제의 가중되는 탄압과 개벽사의 재정난, 민족운동과 사회주의로 갈라진 소년운동 진영의 분열 등 과로와 스트레스, 비만으로 건강이 악화된 방정환은 누적된 피로로 쓰러져 경성제국대학 부속병원(現.서울대학교병원)으로 옮겼으나 신장염과 고혈압으로 향년 33세의 젊은 나이로 요절하고 말았다. 병원에 입원해서도 의사와 간호사들에게 동화를 들려 줄 만큼 성격이 밝았던 그는 '문간에 검은 말이 끄는 검은 마차가 날 데리러 왔으니 떠나야겠소. 어린이를 두고, 떠나니 잘 부탁하오.'라는 유언을 남겼다고 한다.

## 사후
방정환이 사망한 후 유해는 홍제동의 납골당에 안장되었으나 1936년 7월 23일, 그의 기일에 망우 역사 문화공원으로 이장되었다.
1957년 방정환의 정신을 기리기 위해 '소파상'이 제정되었다. 1958년 고려대학교에서 명예 졸업장이 추서 되었으며 이후 1978년 금관문화훈장, 1980년 3월 1일 건국포장이, 1990년 8월 15일 건국훈장 애국장이 각각 추서되었다.
1971년에는 색동회가 주관하고 또 전국 어린이들의 성금을 기금으로 하여 2년간 제작한 동상이 남산 어린이회관 옆에 세워졌다. 1983년 어린이날, 망우 역사 문화공원에 있는 방정환의 묘소에 「소파방정환 선생의 비(碑)」가 세워졌으며, 1987년에는 독립기념관에 그가 쓴 "어른들에게 드리는 글"을 새긴 어록비가 건립되었다.
그 후 1998년에는 한국방정환재단이 설립되었고 한국방정환재단은 소파 방정환 정신의 구현을 위해 올바른 어린이 문화지평을 넓히는 사업을 전개하고 있다. 방정환의 정신과 가치를 연구하고(방정환연구총서), 사료를 수집 정리하는 사료편찬사업(정본 방정환전집), 그리고 한국 어린이 청소년 행복지수 국제비교조사연구와 함께 다양한 작은물결 프로젝트(책 지원사업인 작은물결문고, 미디어 격차해소 지원사업인 작은물결미디어꿈나무, 작은물결 장학금, 작은물결책나눔터, 작은물결 어린이 인문도서출판사업 등)를 통해 창의적인 어린이 청소년 공익활동 전개하고 있다. 이는 오로지 '나라와 민족의 장래를 위해 어린이에게 10년을 투자하라'고 했던 소파 방정환 선생의 유훈을 계승하는 것이다.
2017년에는 망우 역사 문화공원에 있는 방정환의 묘가 국가등록문화재로 지정되었고 상도 받았다.

## 평가
《신동아》 1967년 5월호에 실린 윤극영의 글에 따르면 일본 고등계 경찰관 미와 와사부로(ミワワサブロ)는 방정환에 대해 다음과 같이 평가하였다고 한다.

| “ | 방정환이라는 놈, 아무리 흉측한 놈이지만 밉지 않은 데가 있어... 그놈이 일본 사람이었더라면 나 같은 경부 나부랭이한테 불려다닐 위인은 아냐... 일본 사회라면 든든히 한 자리 잡을 만한 놈인데... 아깝지 아까워... | ” |
|   | — 윤극영 |   |

## 방정환의 작품들
- 어린이날
- 형제별
  - 개똥벌레(동요)
- 어린이 찬미(수필)
- 칠칠단의 비밀(어린이탐정소설), 동생을 찾아서(어린이 탐정소설). 사계절에서 사계절 아동문고로 펴냄.
- 그 외 만년셔츠 등 '어린이'에 연재한 창작동화. 민담 즉, 민중들이 창작하여 입으로 입으로 전한 전래동화를 각색하거나 소파 선생이 어린이들이 읽기 좋도록 창작한 동화들이다. 도서출판 에세이에서 펴냈다.

## 같이 보기
- 미야자와 겐지
- 윤석중
- 어린이
- 어린이날
- 정조#아동 정책